# Leandro Schclarek Mulinari
Leandro Schclarek Mulinari, född 2 oktober 1983, är en svensk författare och kriminolog.
Mulinari gav 2011 ut boken Revolutionen på 4000 meters höjd som handlar om pågående politiska omvälvningar i sydamerika. År 2017 gav han ut boken Slumpvis utvald där han problematiserar inbyggd rasism i rättsväsendets strukturer, och konstaterar att de grupper som upplever rasprofilering till slut tappar förtroende för polisen.
Mulinari disputerade 2020 på en avhandling som empiriskt och teoretiskt utvecklar den kriminologiska förståelsen av rasism som ett strukturellt fenomen, där han bland annat har forskat om rasprofilering i utsatta områden.